# Алеманда
Алеманда је плесни и инструментални облик XVI-XVIII века, у 2/4 или 4/4 такту, с кратким узмахом, умереног темпа; састоји се обично од два дела. Назив упућује на немачко порекло, али се алеманда као друштвени, дворски плес јавља пре у другим земљама; око 1550. сусреће се истовремено у француским и холандским збиркама за лауту, и код енглеских вирџиналиста (као стилизована плесна композиција). Од Енглеза су стилизовану алеманду преузели око 1600. немачки композитори. У првој половини XVII века алеманда се проширила и, као инструментални облик, постаје саставни део барокне свите (најчешће први став), партите и око 1660. италијанске сонате da camera. 